# Spider-Island
Spider-Island (рус. «Паучий остров»; дословный перевод — «Паук-остров») — кроссовер-серия комиксов, стартовавшая в августе 2011 года в серии The Amazing Spider-Man издательства Marvel Comics, а впоследствии объединившая в себе ещё несколько серий. Издание USA Today назвало серию на данный момент лучшей работой Дэна Слотта; сайт IGN оценил один из первых выпусков в 6,5 баллов из 10 возможных, а сайт Comic Book Resources — в 4 из 5.

## Сюжет
Суперзлодей Шакал возвращается и снова готовит очередной эксперимент. Он использует свои навыки в генной инженерии и при помощи изобретённого им вещества, распылённого над Манхэттеном, позволяет жителям острова получить способности, аналогичные способностям Человека-паука. Тем временем сам Человек-паук, который по вызову отправился на ограбление магазина, сталкивается там с Гидроменом, после поражения которого Человек-паук начинает замечать, что у некоторых полицейских появляются способности, схожие с теми, которыми владеет он. Человек-паук узнаёт что за этим стоит Шакал, который получил финансирование от неизвестной женщины.
На улицах города начинаются беспорядки с участием людей-пауков, и Новые Мстители помогают сдерживать ситуацию вместе с двумя бывшими суперзлодеями по прозвищу Плащ и Кинжал, которые несмотря на свою помощь Мстителями, вспоминают то время, когда работали на Нормана Озборна в Тёмных Людях Икс. Когда все в городе с подачи Шакала начинают одеваться в костюмы Человека-паука, Мэри Джейн Уотсон встречает настоящего Питера Паркера в белом костюме команды Future Foundation. Питер отправляется на поиски своей подруги Карли Купер, которая тоже получила паучьи способности. Он пытается призвать других героев помочь ему в поисках, однако он теряется в толпе новоявленных Людей-пауков, и даже его союзники не могут опознать его. Питер обращается за помощью к Мисс Марвел, но та атакует его, приняв за врага.